# Francesco Paolo Michetti
Pour les articles homonymes, voir Michetti.
Francesco Paolo Michetti, né à Tocco da Casauria le 4 août 1851, et mort à Francavilla al Mare le 5 mars 1929, est un peintre et photographe italien.

## Biographie
Francesco Michetti est le fils de Crispino Michetti, professeur de musique, et d'Aurelia Terzini. Il obtient son diplôme avec Eduardo Dalbono à l'Accademia di belle arti di Napoli du professeur Domenico Morelli, dont initialement il imite le naturalisme visionnaire. Son travail est immédiatement remarqué par Filippo Palizzi, son compatriote, qui au cours de ces années vit à Naples.
Les Abruzzes rurales, avec sa nature encore vierge, sont sa principale source d'inspiration. Il expose ses œuvres au Salon de Paris dès 1872 et en 1875, et il obtient la reconnaissance internationale en 1887 lorsqu'il expose, à Naples, sa grande toile du Corpus Domini qui est achetée par le prince Guillaume, futur empereur d'Allemagne. Sa peinture est fortement marquée par la connaissance de l'œuvre de l'artiste espagnol Marià Fortuny.
Sa réputation est consolidée par des œuvres comme le Voto (1880, Rome, Galerie nationale d'art moderne et contemporain) inspiré de la fête de san Pantaleone à Miglianico, et La Figlia di Jorio (1894, Pescara, bibliothèque provinciale de Pescara), dont le thème est inspiré par les plus importantes tragédies de Gabriele D'Annunzio.
À l'instar de nombreux peintres de l'époque, Michetti s'intéresse aussi à la photographie dès 1871, d'abord pour l'étude des sujets de ses peintures, puis comme nouveau moyen d'expression, intervenant directement sur les négatifs.
En 1895, il reçoit le premier grand prix de la première Biennale de Venise.
Au début du XXe siècle, le Cenacolo michettiano, auquel participent les plus grands artistes des Abruzzes, entre autres le poète Gabriele d'Annunzio, les sculpteurs Nicola D'Antino et Costantino Barbella et le musicien Francesco Paolo Tosti, commence à se réunir autour de lui dans l'ancien couvent franciscain Santa Maria di Gesù de Francavilla.
La renommée internationale du peintre est telle que le 4 avril 1909, Victor-Emmanuel III d'Italie le nomme sénateur du Royaume.

## Œuvres dans les collections publiques
En Argentine
- Buenos Aires, musée national des beaux-arts d'Argentine : Le Vœu (esquisse), 1882, huile sur toile ;

Aux États-Unis
- Chicago, Art Institute of Chicago ;

En Italie
- Milan, Fondation Cariplo :
  - Étude de femme ou bergère (vers 1900), pastel sur papier ;
  - Paysage des Abruzzes, ou le retour au bercail, 1910, huile sur toile ;
- Milan, Galerie d'art moderne de Milan : Impression sur l'Adriatique , huile sur toile ;
- Naples, musée Capodimonte ;
- Naples, palais Zevallos ;
- Rome, Galerie nationale d'art moderne et contemporain.

## Archives photographiques
- Florence, Museo nazionale Alinari della fotografia (it) ;
- Rome, Istituto Centrale per il Catalogo e la Documentazione.

## Galerie

Œuvres de Francesco Paolo Michetti
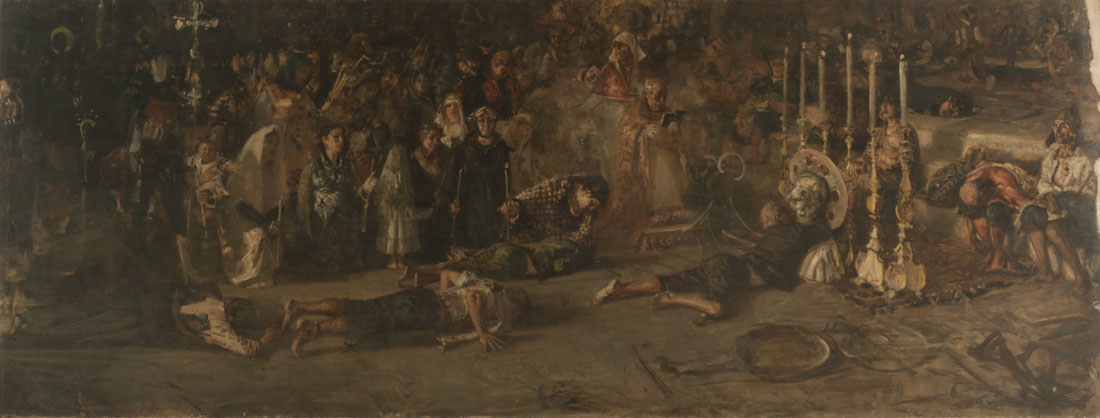
Le Vœu (esquisse) (1882), Buenos Aires, musée national des beaux-arts d'Argentine.
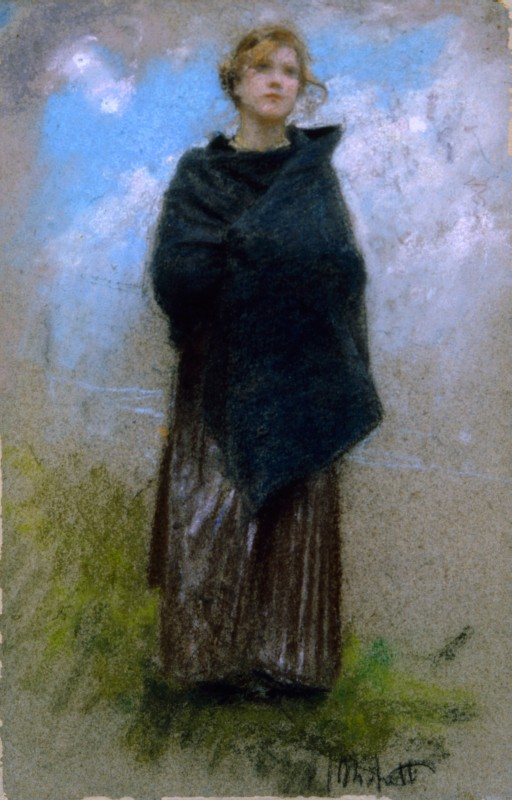
Étude de femme ou bergère (vers 1900), Milan, Fondation Cariplo.
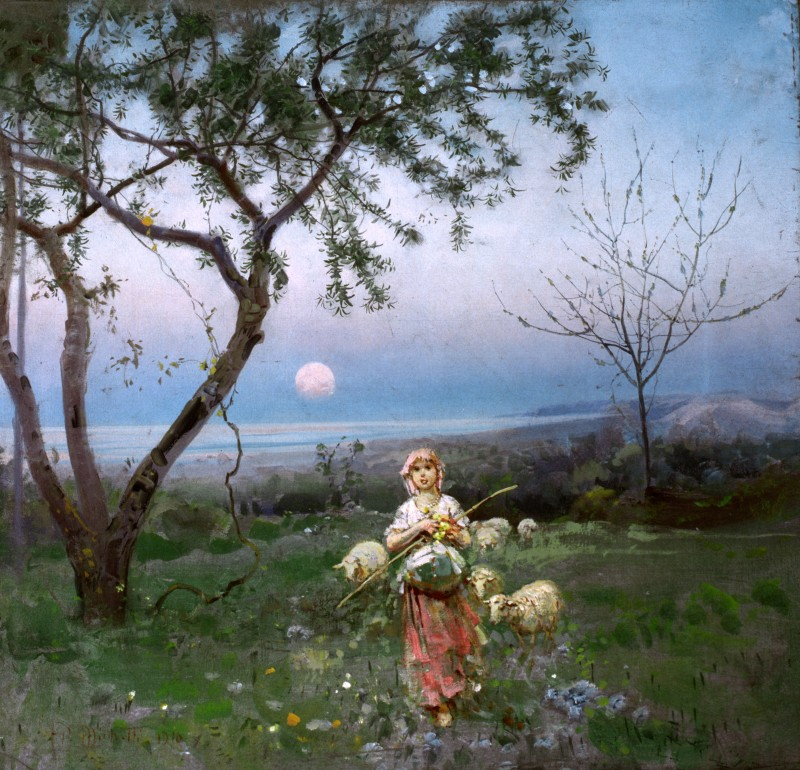
Paysage des Abruzzes, ou le retour au bercail (1910), Milan, Fondation Cariplo.

## Référence
- (it) Cet article est partiellement ou en totalité issu de l’article de Wikipédia en italien intitulé « Francesco Paolo Michetti » (voir la liste des auteurs).